# Primera División de Venezuela 1959
La temporada 1959 de Primera División fue la tercera temporada de la máxima categoría del Fútbol Profesional Venezolano.

## Equipos participantes
| Club                | Estado           |
| ------------------- | ---------------- |
| Danubio             | Distrito Federal |
| Deportivo Español   | Distrito Federal |
| Deportivo Italia    | Distrito Federal |
| Deportivo Portugués | Distrito Federal |
| La Salle            | Distrito Federal |

## Historia
Deportivo Español se tituló campeón con el técnico paraguayo Delfín Benítez Cáceres, quien jugó con su país en el Mundial de Fútbol de Uruguay 1930. El vicecampeón fue el Deportivo Portugués. El Deportivo Italia hizo su aparición en el fútbol profesional de Venezuela.
El español Abel Benítez fue el máximo anotador del club hispano con 15 anotaciones. Además del campeón, hubo otros tres equipos coloniales: Deportivo Italia, Deportivo Portugués y Deportivo Danubio.
El "Centro Chileno Venezolano" reunió todos los documentos necesarios para inscribirse en el torneo, pero al final no pudo hacerlo. La comunidad española contó con varios equipos en categorías inferiores: "Aragón", "Juventud Asturiana" y "Andorra". En la provincia, "Deportivo ItalVictoria" fue el campeón del estado Aragua.

## Temporada

### Clasificación
| Pos | Equipo                | J  | G | E | P | GF | GC | DG  | Ptos |
| --- | --------------------- | -- | - | - | - | -- | -- | --- | ---- |
| 1   | Deportivo Español (C) | 12 | 9 | 1 | 2 | 35 | 13 | 22  | 19   |
| 2   | Deportivo Portugués   | 12 | 8 | 2 | 2 | 34 | 15 | 19  | 18   |
| 3   | Danubio (D)           | 12 | 4 | 2 | 6 | 14 | 25 | -11 | 10   |
| 4   | La Salle              | 12 | 3 | 2 | 7 | 14 | 22 | -8  | 8    |
| 5   | Deportivo Italia      | 12 | 1 | 3 | 8 | 18 | 40 | -22 | 5    |

|  | (C) : Campeón                              |
|  | (D) : Desaparece al final de la temporada. |

Deportivo Español

Campeón

### Resultados
| Deportivo Portugués | 4 - 2 | Deportivo Italia    | 22 de febrero |
| Danubio             | 1 - 0 | La Salle            | 28 de febrero |
| Deportivo Portugués | 2 - 1 | Deportivo Español   | 1 de marzo    |
| La Salle            | 3 - 1 | Deportivo Italia    | 7 de marzo    |
| Danubio             | 3 - 2 | Deportivo Español   | 8 de marzo    |
| Danubio             | 2 - 1 | Deportivo Italia    | 14 de marzo   |
| Deportivo Portugués | 3 - 1 | La Salle            | 15 de marzo   |
| Deportivo Español   | 4 - 1 | Deportivo Italia    | 21 de marzo   |
| Danubio             | 0 - 0 | Deportivo Portugués | 22 de marzo   |
| Deportivo Español   | 2 - 0 | La Salle            | 4 de abril    |

| Deportivo Portugués | 4 - 0 | Deportivo Italia    | 5 de abril  |
| Danubio             | 2 - 1 | La Salle            | 11 de abril |
| Deportivo Español   | 2 - 1 | Deportivo Portugués | 12 de abril |
| Deportivo Italia    | 0 - 0 | La Salle            | 18 de abril |
| Deportivo Español   | 2 - 0 | Danubio             | 19 de abril |
| Deportivo Italia    | 2 - 1 | Danubio             | 25 de abril |
| Deportivo Portugués | 3 - 0 | La Salle            | 26 de abril |
| Deportivo Español   | 5 - 2 | Deportivo Italia    | 2 de mayo   |
| Deportivo Portugués | 4 - 1 | Danubio             | 6 de mayo   |
| Deportivo Español   | 1 - 1 | La Salle            | 9 de mayo   |

| Deportivo Portugués | 4 - 4 | Deportivo Italia    | 10 de mayo  |
| La Salle            | 1 - 0 | Danubio             | 16 de mayo  |
| Deportivo Español   | 1 - 0 | Deportivo Portugués | 17 de mayo  |
| La Salle            | 5 - 3 | Deportivo Italia    | 23 de mayo  |
| Deportivo Español   | 4 - 1 | Danubio             | 24 de mayo  |
| Deportivo Italia    | 1 - 1 | Danubio             | 30 de mayo  |
| Deportivo Portugués | 2 - 1 | La Salle            | 31 de mayo  |
| Deportivo Español   | 7 - 1 | Deportivo Italia    | 6 de junio  |
| Deportivo Portugués | 7 - 2 | Danubio             | 7 de junio  |
| Deportivo Español   | 4 - 1 | La Salle            | 14 de junio |